# Éléonore Simonet
Pour les articles homonymes, voir Simonet.
Éléonore Simonet, née le 26 novembre 1997 à Liège, est une femme politique belge, membre du Mouvement Réformateur (MR). En 2024, elle est élue députée au sein du Parlement de la région de Bruxelles-Capitale et siège également au Parlement de la Fédération Wallonie-Bruxelles. Le 3 février 2025, elle est nommée ministre des Classes moyennes, des Indépendants et des PME à l'échelon fédéral belge au sein du gouvernement De Wever.

## Biographie
Ayant grandi à Anderlecht, Eléonore Simonet est la fille de Jacques Simonet (ancien ministre-président bruxellois et bourgmestre d’Anderlecht) et la petite-fille de Henri Simonet (ancien vice-président de la Commission européenne, ministre des Affaires étrangères et bourgmestre socialiste d’Anderlecht).
Elle obtient une licence en droit à l’Université Saint-Louis de Bruxelles en 2020 et un master en droit civil et pénal à l’Université catholique de Louvain (UCL) en 2022, effectuant également un échange Erasmus à l’Université de Vienne.
Après ses études, elle s’inscrit comme avocate au barreau de Bruxelles depuis septembre 2023.

## Parcours politique
En 2024, à 26 ans, Eléonore Simonet est candidate pour la première fois sur la liste MR aux élections régionales bruxelloises. Elle y réalise le dixième score du MR malgré une place en bas de liste, ce qui lui permet de devenir députée au Parlement de la région de Bruxelles-Capitale et au Parlement de la Communauté française. Elle siège dans ces deux parlements jusqu’en février 2025.
Le 3 février 2025, à 27 ans, elle est nommée ministre des Indépendants, des PME et des Classes moyennes dans le gouvernement De Wever, devenant ainsi la plus jeune ministre de l’histoire de la Belgique.
Au niveau local, elle est conseillère communale à Woluwe-Saint-Lambert depuis les élections d’octobre 2024 et siège également au Conseil de police de la Zone Montgomery.

## Famille
Eléonore Simonet a grandi dans une famille politiquement active. Son grand-père Henri Simonet (1931-1996) fut député et sénateur socialiste puis libéral, bourgmestre d’Anderlecht, membre de la Commission européenne et ministre des Affaires étrangères. Son père Jacques Simonet (1963-2007), décédé lorsqu’elle avait neuf ans, fut bourgmestre d’Anderlecht, ministre-président de la Région de Bruxelles-Capitale et secrétaire d’État aux Affaires européennes. Son frère Henri Simonet (né en 1992) a été conseiller au cabinet du Premier ministre Charles Michel avant de se tourner vers une carrière d’avocat.